# Melinis repens
Espèce
Melinis repens est une espèce de plantes monocotylédones de la famille des Poaceae. 

## Répartition

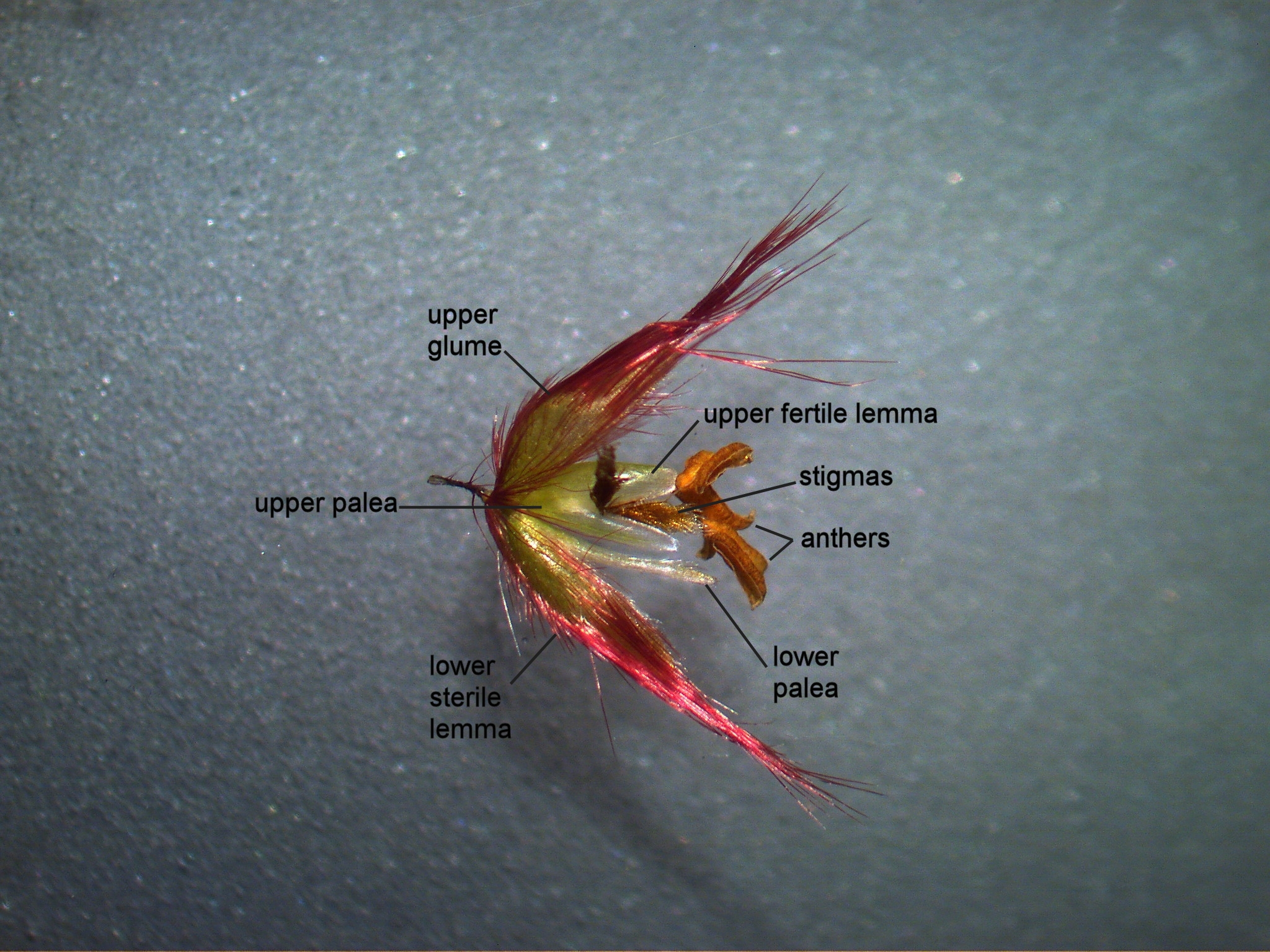
Fleur de Melinis repens avec légende détaillée.

Originaire d’Afrique australe, c'est une espèce introduite, souvent considérée comme une mauvaise herbe nuisible, sur d’autres continents tels que l’Amérique du Nord et l’Australie.

## Description
C’est une graminée annuelle ou vivace, pouvant atteindre 1 m de haut. Sa vitesse de croissance dépend de la température. L'inflorescence est un ensemble ouvert portant des épillets denses.

## Liste des sous-espèces
Selon GBIF (1 août 2024) :
- Melinis repens subsp. grandiflora (Hochst.) Zizka
- Melinis repens subsp. nigricans (Mez) Zizka
- Melinis repens subsp. repens

## Systématique
Le nom correct complet (avec auteur) de ce taxon est Melinis repens (Willd.) Zizka (d).
L'espèce a été initialement classée dans le genre Saccharum sous le basionyme Saccharum repens Willd..
Ce taxon porte en français les noms vernaculaires ou normalisés suivants : 
- Foin[1],[2] ;
- Herbe du Natal[3] ;
- Herbe mauve[3] ;
- Herbe papangue[1],[2] ;
- Herbe rose[1],[2],[3] ;
- Herbe-la-misère[1],[2].

Ses noms vernaculaires anglais sont Rose Natal grass, Natal red top et Natal grass.
Melinis repens a pour synonymes :
- Axonopus repens (Willd.) Zizka
- Erianthus repens (Willd.) P.Beauv.
- Monachyron villosum Parl.
- Rhynchelythrum repens (Willd.) C.E.Hubb.
- Rhynchelytrum dregeanum var. annuum Chiov.
- Rhynchelytrum dregeanum var. intermedium Chiov.
- Rhynchelytrum dregeanum Nees
- Rhynchelytrum gossweileri Stapf & C.E.Hubb.
- Rhynchelytrum repens (Willd.) C.E.Hubb.
- Rhynchelytrum ruficomum Hochst.
- Rhynchelytrum ruficomum Hochst. ex Steud.
- Rhynchelytrum stolzii (Mez) Stapf & C.E.Hubb.
- Saccharum repens Willd.
- Tricholaena atropurpura (Voss) Vilm.
- Tricholaena brevipila Hack. ex Schinz
- Tricholaena grandiflora Hochst. ex A.Rich.
- Tricholaena repens (Willd.) Hitchc.
- Tricholaena rosea f. atropurpura Voss
- Tricholaena rosea f. violacea Voss
- Tricholaena rosea var. setosa Peters
- Tricholaena wightii Arn. & Nees ex Nees
- Tricholaena wightii Nees ex Lisboa